# Bilbil Klosi

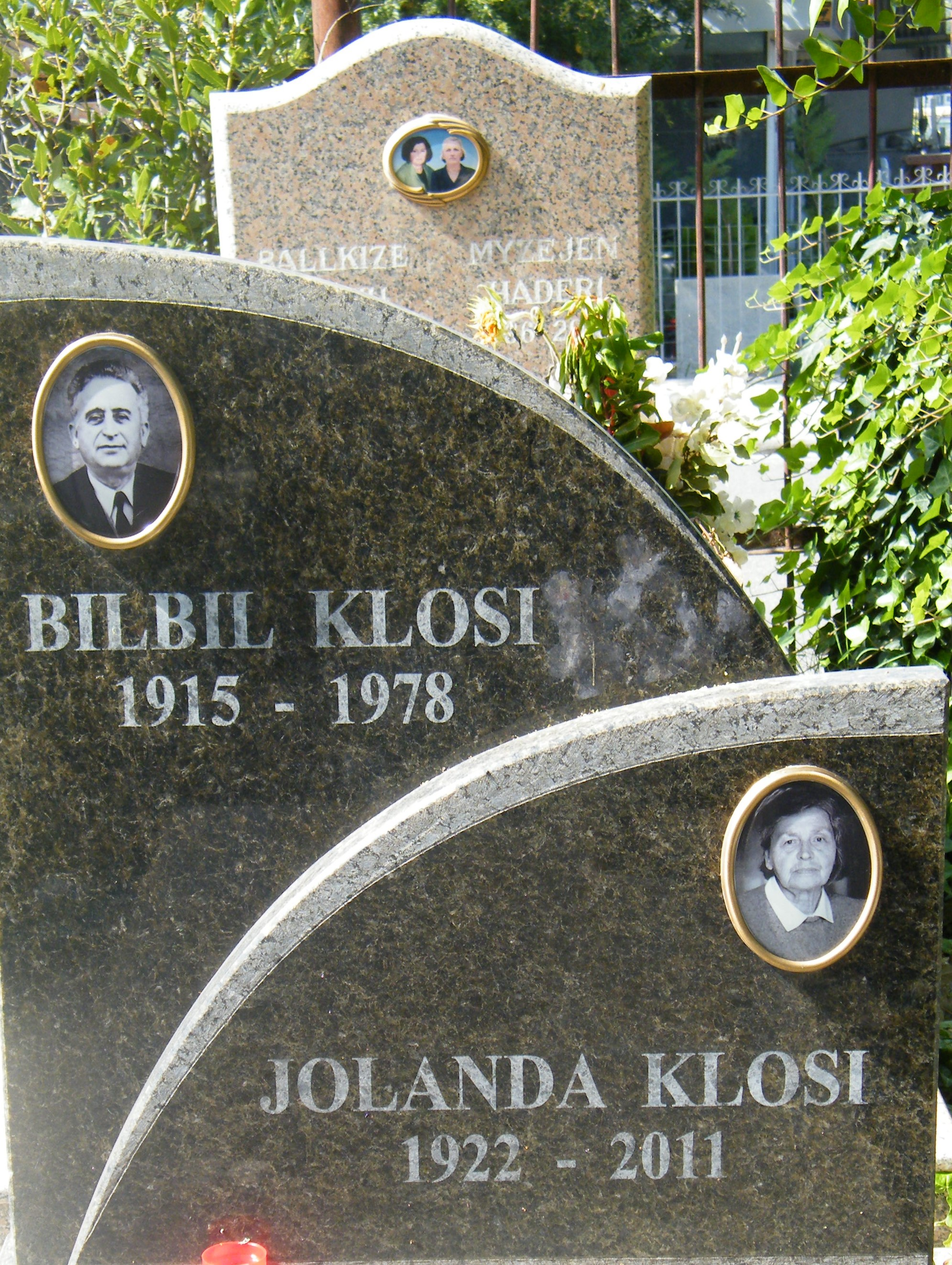
Grabstätte von Bilbil Klosi und Ehefrau Jolanda Xhuvani

Bilbil Klosi (* 15. Januar 1915 in Klos, Kreis Mallakastra, Albanien; † 22. November 1978 in Tirana) war ein albanischer Politiker der Partei der Arbeit Albaniens, der unter anderem von 1951 bis 1966 Justizminister Albaniens war.

## Leben
Bilbil Klosi absolvierte nach dem Besuch des französischen Lyzeums in Korça ein Studium der Rechtswissenschaften an der Universität Grenoble. Nach seiner Rückkehr schloss er sich 1942 der Partisanenbewegung an und war während des Zweiten Weltkrieges im Kampf gegen die Besatzungsmächte zunächst Mitglied der Politischen Abteilung der V. Partisanenbrigade. Danach fungierte er zwischen 1944 und 1945 Politkommissar der Division V und war zugleich zwischen 1944 und 1946 Mitglied des Antifaschistischen Nationalen Befreiungsrates KANÇ (Keshillit Antifashist Nacionalclirimtar). Im Anschluss war er 1945 sowohl Kommissar der Division III als auch Präsident des Militärgerichts des I. Korps. Am 10. März 1945 wurde außerdem zum stellvertretenden Richter des Sondergerichtshofs für Kriegsverbrecher ernannt.
In der am 29. November 1944 errichteten Sozialistischen Volksrepublik Albanien (Republika Popullore Socialiste e Shqipërisë) war Klosi zunächst Generalsekretär des Innenministeriums und fungierte zwischen 1946 und 1949 erstmals als Generalstaatsanwalt. Am 25. März 1946 wurde er zudem für die Partei der Arbeit Albaniens PPSh (Partia e Punës e Shqipërisë) erstmals Abgeordneter der Volksversammlung (Kuvendi Popullor) und gehörte dieser von der ersten bis zum Ende der siebten Legislaturperiode am 19. Juni 1974 an. 1949 war er Präsident des Obersten Militärgerichtshofs (Gjykata së Lartë Ushtarake) und im August 1949 Leiter einer formellen Justizgruppe in Mirdita, die als Zeichen der Rache für den Mord an dem PPSh-Sekretär dieser Region, Bardhok Biba, am 7. August 1949 drakonische Strafen verhängte. Nachdem er zwischen 1949 und 1950 Rechtsberater im Außenministerium war, übernahm er von 1950 bis 1951 erneut den Posten des Generalstaatsanwalts.
Am 6. September 1951 übernahm Klosi als Nachfolger von Manush Myftiu im Kabinett Hoxha IV das Amt als Justizminister (Ministër i Drejtësisë) und bekleidete dieses auch im Kabinett Hoxha V (23. Juli 1953 bis 19. Juli 1954), Kabinett Shehu I (20. Juli 1954 bis 21. Juni 1958), Kabinett Shehu II (22. Juni 1958 bis 13. Juli 1962), Kabinett Shehu III (14. Juli 1962 bis 14. Juli 1966) sowie im Kabinett Shehu IV, ehe es am 14. September 1966 zur Auflösung des Justizministeriums kam. Darüber hinaus wurde er im Mai 1952 auch Vorsitzender der Gesellschaft albanischer Juristen sowie von Mai 1958 bis April 1964 Gründungsvorsitzender der Albanisch-Arabischen Freundschaftsgesellschaft. Nach seinem Ausscheiden aus der Regierung war er zwischen 1966 und 1973 noch Sekretär des Präsidiums der Volksversammlung sowie zuletzt von 1973 bis zu seinem Tode 78 verantwortlicher Berater des Verlagssektors beim Obersten Gerichtshof (Gjykata e Lartë e Shqipërisë).
Bilbil Klosi war mit Jolanda Xhuvani (1922–2011) verheiratet, deren Vater Aleksandër Xhuvani (1880–1961) unter anderem 1921 kurzzeitig Bildungsminister sowie zwischen 1946 und dessen Tod 1961 ebenfalls Abgeordneter der Volksversammlung war. Aus dieser Ehe gingen fünf Kinder hervor, darunter der Publizist, Übersetzer, Albanologe und Sozialaktivist Ardian Klosi (1957–2012). Klosi ist in der vom Institut zur Erforschung von Verbrechen und Folgen des Kommunismus (Instituti i Studimit të Krimeve dhe Pasojave të Komunizmit) zusammengestellten Liste aufgeführt, in der die Teilnehmer aufgeführt sind, die direkt für die Verbrechen der Kommunistischen Partei Albaniens und der Nationalen Befreiungsarmee verantwortlich sind und die als Mitglieder politischer und militärischer Strukturen, „Partisanenkräfte bei kriminellen Handlungen angestiftet, organisiert, befohlen, hingerichtet oder unterstützt haben“.

## Hintergrundliteratur
- T. Kaso: Ja kush e vrau Kryegjyshin Bektashian Sali Njazi Dede, S. 190, Instituti i Studimit të Krimeve dhe Pasojave të Komunizmit, Tirana 2011
- Kastriot Dervishi: Kryeministrat dhe ministrat e shtetit shqiptar në 100 vjet, S.  166–167, Tirana 2012, ISBN 978-99943-56-22-5
- Xh. Sadiku: Genocidi mbi Kulakët në Shqipërinë Komuniste 1948–1990, Seite 20, Instituti i Studimit të Krimeve dhe Viktimave të Komunizmit, Tirana 2013, ISBN 978-9928-168-13-9.